# Peperomia litana
Peperomia litana är en pepparväxtart som beskrevs av Trel. & Yunck.. Peperomia litana ingår i släktet peperomior, och familjen pepparväxter. Inga underarter finns listade i Catalogue of Life.